# 擔擔子
擔擔子，又名上鱉頭，是流传于河南灵宝市的兩人傳統棋類。

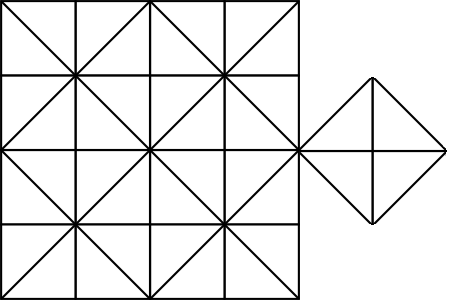
擔擔子棋盤

## 棋具
- 棋盤為五橫五豎的橫縱線交叉，另有東南-西北向、西南-東北向的斜線各三條。某一側棋邊中點多內畫十字的菱形，稱為「鱉頭」。

- 先行方十五枚棋子、後行方十四枚棋子，以兩色區分敵我。

## 棋規
- 空秤開局。
- 對弈過程分弈過程分兩步驟：放子、走子。
  - 放子：依次將一己棋放在空棋點。若棋盤都放滿或雙方無棋子可放，互相移除一枚敵棋，然後開始走子。
  - 走子：輪流沿線移動一枚己棋一格。
  - 無論是何階段時，主動排成以下兩種排列之一就把該些敵子移除，但敵棋剩下一枚時則無法再使用。
    - 雙夾、單夾：造成四枚或兩枚己棋在同線上夾住一枚敵棋。
    - 雙挑、單挑：一枚己棋至兩枚、四枚敵棋的中間。
- 將敵棋減至一枚並逼到鱉頭頂部點者獲勝。[1]